# Aiurveda

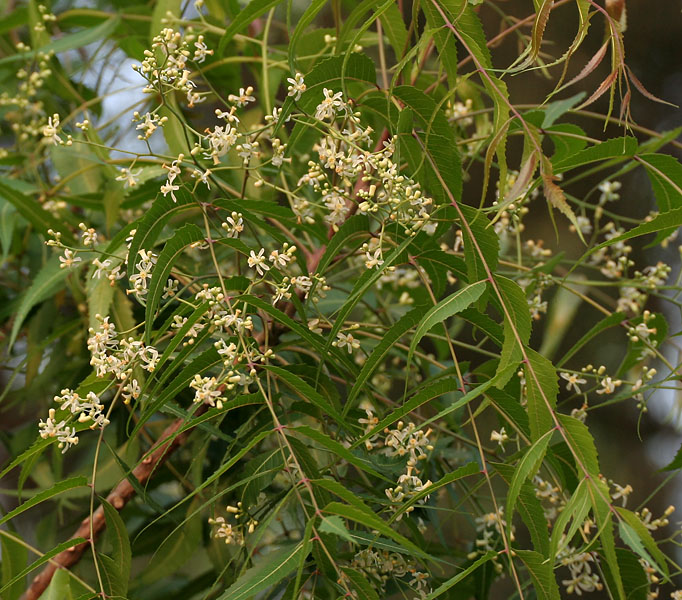
Nim (Azadirachta indica), fulles molt importants en la medicina aiurvèdica

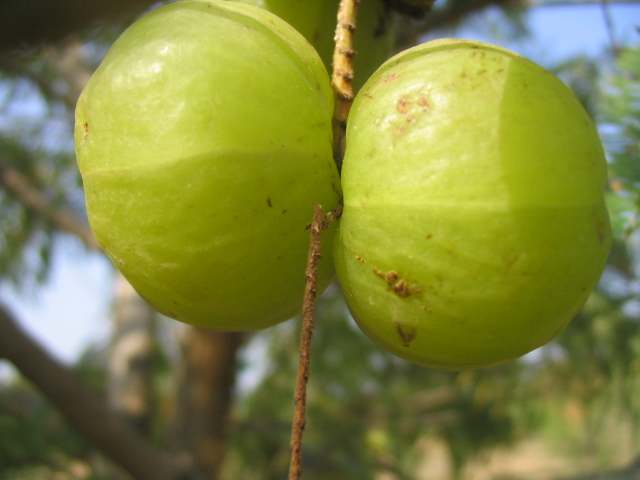
Amla (Phyllanthus emblica), fruit molt utilitzat en l'aiurveda

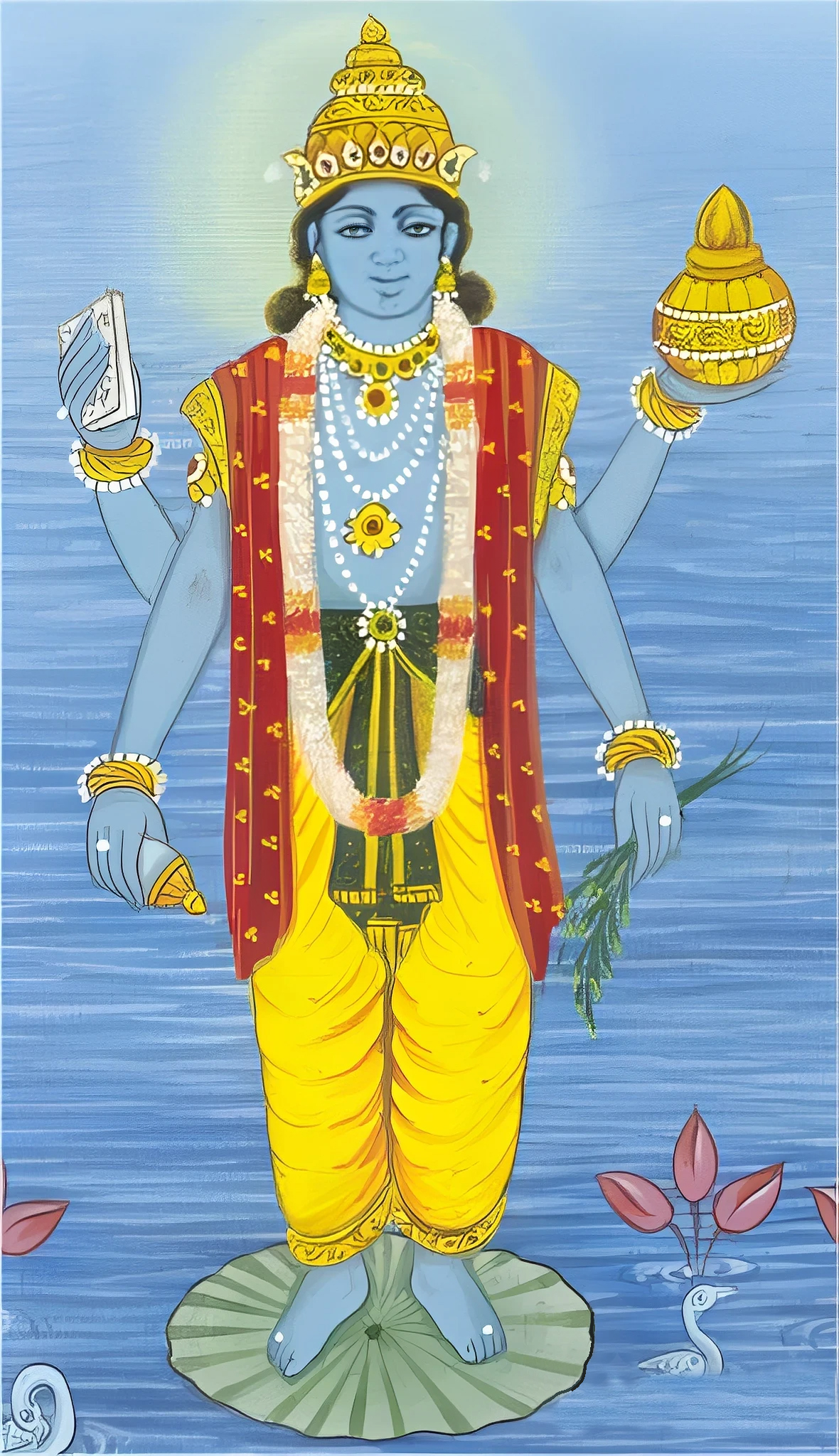
Dhanvantari, avatar del déu Visnú, metge mític i divinitat associada a l'Aiurveda en l'Hinduisme.

L'aiurveda (en sànscrit आयुर्वेद āyurveda, "ciència de la vida"), també conegut com a medicina aiurvèdica, és un sistema de medicina tradicional originari del subcontinent indi. Es practica molt a l'Índia i al Nepal, on al voltant del 80% de la població declara utilitzar l'ayurveda. La teoria i pràctica de l'ayurveda és pseudocientífica.
Les teràpies Ayurveda han variat i evolucionat al llarg de més de dos mil·lennis. Les teràpies inclouen herbes medicinals, dietes especials, meditació, ioga, massatge, laxants, ènemes i olis mèdics. Les preparacions ayurvèdiques es basen normalment en compostos herbaris complexos, minerals i substàncies metàl·liques (potser sota la influència de l'alquímia índia primitiva o rasashastra). Els textos antics ayurveda també ensenyaven tècniques quirúrgiques, com la rinoplàstia, les extraccions de càlculs renals, les sutures i l'extracció d'objectes estranys.
Els principals textos d'ayurveda clàssics comencen amb relats de la transmissió del coneixement mèdic dels déus als savis, i després als metges humans. Les edicions impreses del Sushruta Samhita (Compendi de Sushruta), emmarquen l'obra com els ensenyaments de Dhanvantari, déu hindú de l'ayurveda, encarnat com a rei Divodāsa de Varanasi, a un grup de metges, inclòs Sushruta. Els manuscrits més antics de l'obra, però, ometen aquest marc, atribuint l'obra directament al rei Divodāsa. Mitjançant processos de modernització i globalització ben entesa, l'ayurveda s'ha adaptat al consum occidental, sobretot per Baba Hari Dass als anys setanta i Maharishi ayurveda als anys vuitanta. L'evidència històrica de textos, terminologia i conceptes ayurvèdics apareix a partir de mitjans del primer mil·lenni aC.
En els textos ayurveda, es posa èmfasi en l'equilibri de Dosha i la supressió dels impulsos naturals es considera poc saludable i es diu que condueix a la malaltia. Els tractats d'Ayurveda descriuen tres doshas elementals , és a dir. vāta, pitta i kapha, i afirmen que l'equilibri (Skt. sāmyatva) dels doshas dona lloc a salut, mentre que el desequilibri (viṣamatva ) dona lloc a la malaltia. Els tractats d'Ayurveda divideixen la medicina en vuit components canònics. Els practicants d'Ayurveda havien desenvolupat diverses preparacions medicinals i procediments quirúrgics almenys des del començament de l'era comuna.
No hi ha una bona evidència que l'ayurveda sigui eficaç per tractar o curar el càncer. S'ha trobat que alguns preparats ayurvèdics contenen plom, mercuri i arsènic, substàncies que se sap que són perjudicials per als humans. Un estudi de 2008 va trobar les tres substàncies en prop del 21% dels medicaments ayurvèdics patentats de fabricació dels Estats Units i l'Índia venuts a través d'Internet. Es desconeixen les implicacions per a la salut pública d'aquests contaminants metàl·lics a l'Índia.

## Descripció
Actualment l'aiurveda com a ciència de la salut es practica arreu del món com una forma de medicina alternativa.
És un sistema basat en tècniques molt antigues de curació i vida sana que ha estat utilitzat tradicionalment a tota l'Àsia del sud i que va influenciar les pràctiques curatives del món islàmic i l'Àsia del sud-est. L'aiurveda no és invasiu, és un sistema harmònic que respecta la facultat del cos de regenerar-se per ell mateix.
Tot i que es recullen pràctiques curatives molt més antigues, els primers documents escrits sobre l'aiurveda són del període vèdic a l'Índia. El Suśruta Saṃhitā i el Caraka Saṃhitā foren els textos més respectats de la medicina d'aquella època. El prestigi d'aquests textos va perdurar al llarg dels segles i el segle viii, durant la dinastia dels abbàssides, es va fer la traducció a la llengua àrab. Mitjançant els àrabs moltes tècniques curatives aiurvèdiques varen arribar a Europa.

## Etimologia
En sànscrit, la paraula ayurveda conté dues paraules: (IAST) āyus, "llarga vida", i (IAST) veda, que significa "relacionat amb el coneixement o la ciència".

## Tècnica

### Curació
Les tècniques de curació es basen generalment sobre plantes i productes vegetals, com el nim (Azadiracta indica) i el shikakai (Acacia concinna) però inclouen també productes químics com el sulfur d'estany, SnS₂, (suvarnavanga). Les herbes es poden prendre directament, crues, bullides o en forma d'infusió. També es poden aplicar de forma externa segons l'aflicció.
L'efecte curatiu d'aquestes herbes i productes ha estat demostrat mitjançant l'ús continu documentat a través dels segles en diversos llocs i amb diverses comunitats humanes.

### Prevenció
L'aiurveda emfatitza la prevenció de malalties fent una vida sana. Una de les dites fonamentals de la medicina aiurvèdica és:
- "Dues terceres parts de la salut es fan amb una dieta sana".

La dieta sana inclou verdures, hortalisses i llegums, amb qualsevol producte làctic com a complement, habitualment, suprimint tots els possibles productes carnis.

### Equilibri
A l'aiurveda és molt important el concepte d'harmonia. Segons aquesta, els elements de la natura (èter, aigua, foc, terra i aire), es combinen en l'organisme en forma de tres components (doshas) coneguts com a Vata, Pitta i Kapha. Aquests estan estretament relacionats amb els elements bàsics de la naturalesa i les funcions específiques del cos. L'aiurveda diu que la bona salut requereix un equilibri d'aquests Doshas.
Segons l’ayurveda, el desequilibri dels Doshas pot ser provocat per tres causes diferents:
Artha. L’Artha segons la cultura hindú és el resultat d’un ús excessiu o erroni dels sentits. L’Artha pot provocar el desequilibri del dosha Vata.
Karma. El Karma segons la cultura hindú és el resultat de les actituds i la forma d’actuar de l’ésser humà, pot ser positiu com negatiu. El karma pot provocar el desequilibri del dosha Pitta.
Taapamaan. El Taapaman és com se li anomena segons la cultura hindú al conjunt de condicions ambiental i les temperatures. El Taapamaan pot provocar el desequilibri del dosha Kapha.Els excessos d'exercici físic són tan dolents per al cos com la manca total d'exercici regular. És molt important també l'equilibri entre la part física i la part espiritual del cos.
A l'aiurveda la part física i la part anímica del cos es troben íntimament lligades, fins al punt que depenen una de l'altra. Cal evitar les passions i el nerviosisme, fent créixer la paciència, la calma, la consideració en les relacions amb els altres i tot allò que proporcioni una sensació de pau espiritual o anímica i una vida lliure de sotracs i abusos.
Les tècniques del ioga i del massatge terapèutic ajuden a assolir un estat de pau interior que duu a bé la salut física del cos.
La cura en la medicina aiurvèdica ha de ser necessàriament lenta, pausada i en harmonia amb el cos. A l'Aiurveda no es recomanen ni les cures ni les dietes radicals. Injectar o introduir moltes medicines diverses a un cos malalt tan aviat com es presenten els símptomes de la malaltia pot tenir pitjors conseqüències per al cos que el trauma de la malaltia mateixa.